# Henriette Louise de Waldner de Freundstein
Pour les articles homonymes, voir Waldner et Freundstein.
Pour les autres membres de la famille, voir Famille de Waldner von Freundstein.

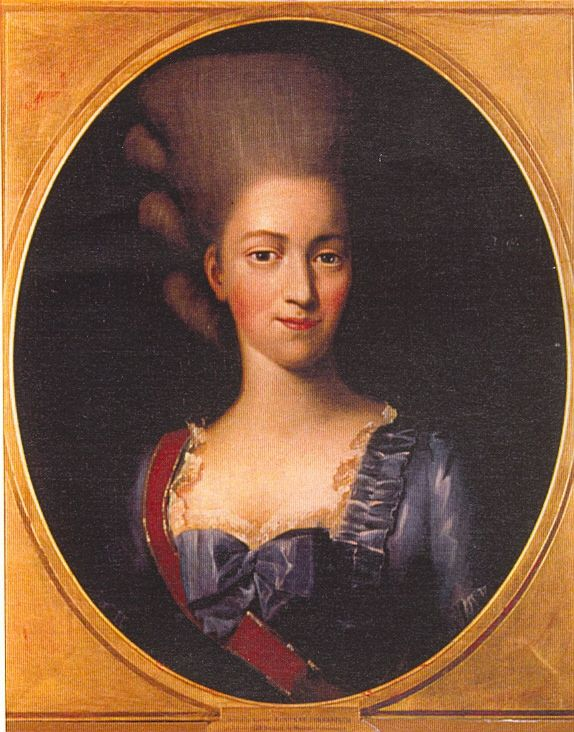
Portrait de la baronne d'Oberkirch.

Henriette Louise de Waldner de Freundstein, baronne d'Oberkirch (née le 5 juin 1754 à Schweighouse-Thann, en Alsace ; décédée le 10 juin 1803) est connue pour avoir rédigé ses Mémoires qui s'arrêtent en 1789 et qui témoignent de l'Europe au temps des Lumières.

## Biographie
Ses parents sont François Louis von Waldner de Freundstein, baron puis comte de Waldner, mestre de camp de cavalerie, et Wilhelmine Auguste de Berckheim de Ribeauvillé. En 1757, sa mère décède la laissant orpheline et sera élevée par sa marraine Eve de Wurmser qui lui transmet le goût des arts, des langues et la musique.
Henriette Louise Waldner de Freundstein a épousé le baron Charles Frédéric Siegfried d'Oberkirch en 1776. Elle est la petite-fille de Frédéric-Louis de Waldner de Freundstein et la sœur de Godefroy Waldner de Freundstein.
Henriette et Charles ont une fille, Marie-Philippine, Frédérique, Dorothée (1777-1827), qui épousa en 1798 le comte Louis Simon de Bernard de Montbrison, président du Conseil général du Bas-Rhin.
Familière des cours, la baronne a été l'amie d'enfance de la grande-duchesse Marie Feodorovna, née Sophie-Dorothée de Wurtemberg, plus tard impératrice de Russie, et de Goethe qui lui écrivit quelques lettres et qu'elle rencontra à Montbéliard et Strasbourg. L'auteur de langue allemande Jakob Michael Reinhold Lenz tomba vivement amoureux d'elle en 1776. Inspiré par cet amour, il composa plusieurs poèmes (An W.-), un roman (Der Waldbruder, L'ermite de la forêt) et une pièce inachevée (Henriette von Waldeck, Die Laube).
La baronne a vécu et écrit sur la société de la cour dans son Alsace natale, à Montbéliard, à Stuttgart et (surtout) à Paris et à Versailles ; ses voyages à la cour de Louis XVI ont eu lieu en 1782, 1784 et 1786. Ses écrits donnent un aperçu de la haute société à la fin de l'ancien régime.

## Œuvre
- Mémoires de la baronne d’Oberkirch sur la cour de Louis XVI et la société française avant 1789, publiés par le comte de Montbrison, son petit-fils, Paris, 1853, Charpentier, 2 volumes. Version numérique

## Hommages
Une rue porte son nom à Strasbourg, dans le quartier de la Robertsau, la rue de la Baronne-d'Oberkich.
Dans son village natal (schweighouse) une rue porte également son nom.